# گمینا کوبلانکا
گمینا کوبلانکا (به لهستانی:  Gmina Kobylanka) یک گمینا در لهستان است که در شهرستان ستارگارد واقع شده‌است. گمینا کوبلانکا ۱۲۲٫۰۵ کیلومتر مربع مساحت و ۳٬۶۴۶ نفر جمعیت دارد.